# Ivo Karlović

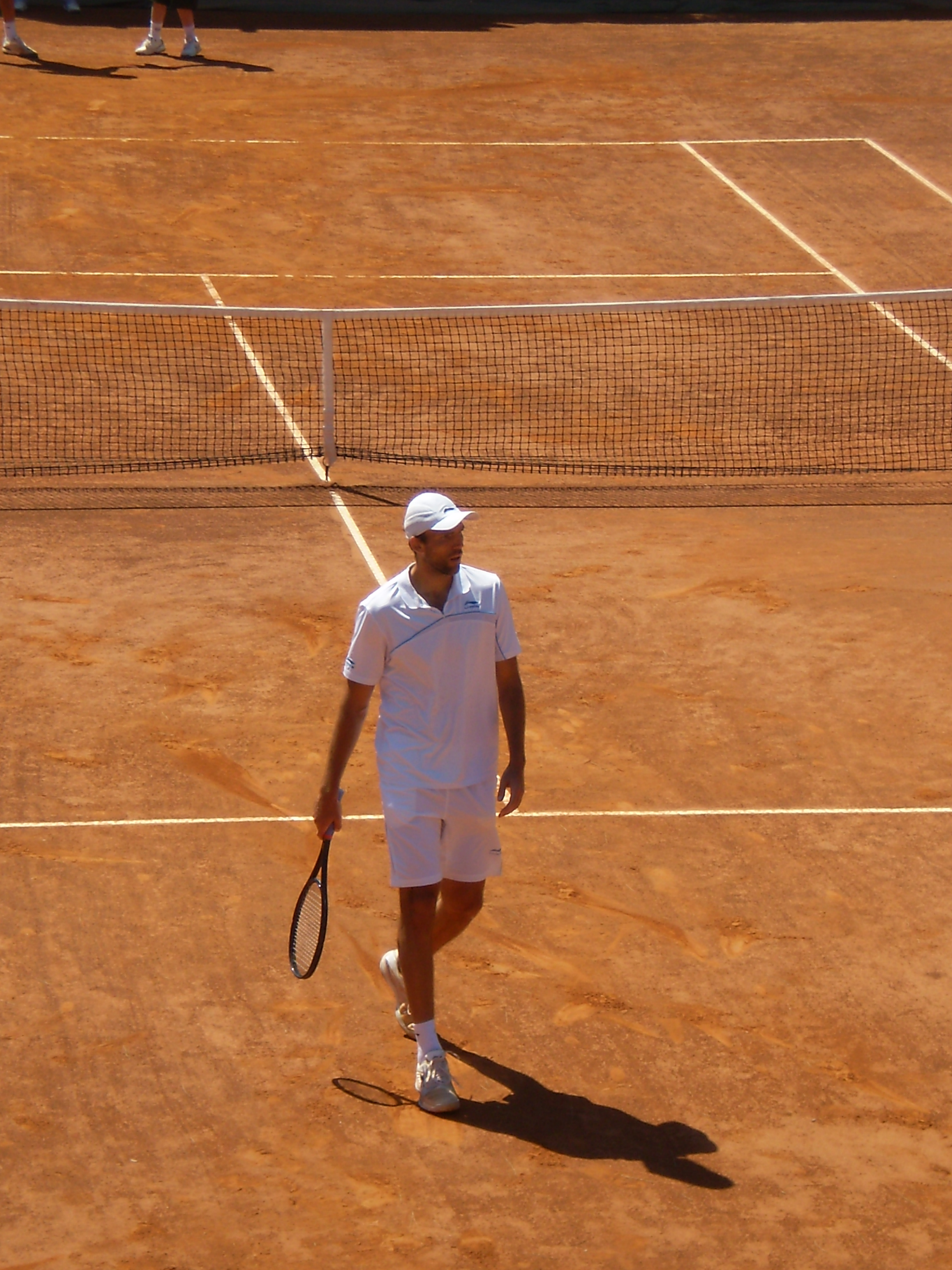
Ivo Karlović aux Masters de Rome en 2011.

Ivo Karlović, né le 28 février 1979 à Zagreb, est un joueur de tennis croate, professionnel de 2000 à 2021.
Surnommé le « Géant croate » ou « Dr Ivo », il est, avec ses 2,11 m, le plus grand joueur du circuit ATP. Il a remporté huit tournois ATP en simple sur un total de 19 finales disputées et atteint un quart de finale à Wimbledon en 2009.
C'est l'un des meilleurs serveurs du circuit. Il a une moyenne de plus de 19 aces par match et remporte 82,7 % de ses premiers services, un record. Ivo Karlović fait partie des 7 joueurs ayant dépassé les 1 000 aces en une saison. Le 5 mars 2011, il devient le nouveau détenteur, après Andy Roddick, du service le plus rapide, à 251 km/h, dans un match de double en Coupe Davis. Il sera officiellement détrôné deux ans plus tard par l'Américain John Isner (253 km/h). Le 19 juin 2015 à Halle, lors de son match de quart de finale face à Tomáš Berdych, il réalise 45 aces, battant d'une unité son propre record du nombre d'aces dans un match en 2 sets gagnants, mais c'est un an plus tard qu'il bat son propre record d'aces avec 61 unités, lors de son premier tour à l'US Open face au Taïwanais Lu Yen-hsun.
En août 2015, il réalise son 10 000e ace en carrière lors du Masters du Canada contre Milos Raonic. En octobre, il bat le record du plus grand nombre d'aces en carrière, record qui sera par la suite battu par John Isner en juillet 2022.

## Parcours
Il fait ses débuts professionnels lors de la Coupe Davis 2000 face à l'Irlande. Il obtient cette année-là ses premiers succès en Futures en France du côté de Douai et Mulhouse. Il s'impose par la suite en Challenger à Urbana en 2002, puis au Bronx et à Binghamton en 2003.
En 2003, il fait sensation au tournoi de Wimbledon en éliminant Lleyton Hewitt, tenant du titre et 2e mondial (1-6, 7-65, 6-3, 6-4), pour son premier match dans un tournoi du Grand Chelem. Il termine l'année 2003 parmi les 100 meilleurs joueurs au classement technique, devenant le no 3 Croate derrière Ivan Ljubičić et Mario Ančić.
Ivo continue de surprendre en 2004. Il gagne le Challenger de Calabasas, Californie, et se hisse en 1/16 de finale de plusieurs tournois, dont un huitième à Wimbledon en battant Feliciano López (7-612, 7-63, 62-7, 7-5), mais perdra contre Roger Federer (6-3, 7-63, 7-65), futur vainqueur du tournoi.

### 2005 - 2006 Première finale ATP et victoire en Coupe Davis
Il atteint sa première finale d'un tournoi ATP au Queen's, battant en chemin Lleyton Hewitt (7-64, 6-3) et Thomas Johansson. Il perd la finale face à Andy Roddick (7-67, 7-64), dans un match où aucun des deux joueurs n'a réussi à prendre le service de son adversaire. Après la finale, Andy Roddick dira à propos du service de Karlović : « C'est probablement la plus grande arme au tennis [...] on ne s'en rend pas compte tant que l'on n'est pas de l'autre côté. Ce n'était parfois pas amusant ».
Le 21 juin, lors d'un match face à Daniele Bracciali, Ivo Karlović égale le record d'aces réalisés en un seul match, détenu par Joachim Johansson. Il en réussit ce jour-là 51 en 5 manches, mais s'incline malgré tout. Johansson les avait réalisés en 4 manches. Il bat ce record lors du 1er tour de Roland-Garros en 2009 face à l'Australien Lleyton Hewitt avec 55 aces, lors d'un match qu'il perd également.
Ivo fait partie de l'équipe de Croatie victorieuse lors de la Coupe Davis 2005 et de la Coupe du monde par équipes en Allemagne.
Le 26 février 2006, il remporte son premier tournoi ATP de double avec le Sud Africain Chris Haggard en battant la paire James Blake/Mardy Fish (0-6, 7-5, [10-5]) en finale à Memphis. Il atteint le 10 avril de la même année son meilleur classement en double : 44e.

### 2007 - 2008 Trois titres sur trois surfaces différentes
À l'âge de 28 ans, Ivo remporte son premier tournoi International Series à Houston en battant l'Argentin Mariano Zabaleta en finale (6-4, 6-1).
Le 23 juin, il gagne son deuxième tournoi de l'année - et de sa carrière - à Nottingham, y battant Stanislas Wawrinka, Gilles Simon, Juan Martín del Potro, Dmitri Toursounov et Arnaud Clément. En finale, il sert 21 aces dont un chronométré à 246 km/h, s'approchant ainsi du record détenu par Andy Roddick qui est alors de 249,4 km/h. À la suite de ce tournoi, il fait son entrée dans le « top 50 » des meilleurs joueurs de la planète en s'emparant de la 45e place.
Le 3 août, dans un match contre Paul Capdeville, Ivo Karlović sert un « deuxième service » chronométré à 231 km/h, nouveau record du monde du « deuxième service » le plus rapide.
À noter qu'en cette fin de saison 2007, lors du tournoi de Tokyo, Ivo Karlović a dépassé la barre des 1000 aces inscrits en une seule saison, rejoignant ainsi un club très fermé, avec Pete Sampras, Goran Ivanisevic et Andy Roddick. En 2007, il a servi un total impressionnant de 1318 aces.
À Stockholm, il remporte son troisième tournoi de l'année, devenant le seul avec Roger Federer à remporter trois titres sur trois surfaces différentes depuis le début de l'année (terre battue, gazon et surface synthétique).
Au Masters de Cincinnati 2008, Ivo Karlović réussit l'exploit d'éliminer le no 1 mondial Roger Federer en 1/8 de finale (7-66, 4-6, 7-65) au terme d'un match d'aces. Il confirmera sa victoire de prestige, en battant Philipp Kohlschreiber (7-66, 7-63) et se qualifiant pour la première fois dans le dernier carré d'un Masters 1000. Il perd contre le futur vainqueur du tournoi, Andy Murray (6-4, 6-4).

### 2009 - 2013 Premier quart de finale enGrand Chelemà Wimbledon
Il atteint pour la première fois le stade des quarts de finale en Grand Chelem, lors du tournoi de Wimbledon, battant au passage deux membres du top 10, Jo-Wilfried Tsonga (7-65, 65-7, 7-5, 7-65) et Fernando Verdasco (7-65, 64-7, 6-3, 7-69) en huitième. Ivo Karlović montre qu'il peut rivaliser avec les meilleurs en jouant son meilleur tennis. Roger Federer l'élimine cependant en trois sets (6-3, 7-5, 7-63), maîtrisant bien la force de Karlović.
En Coupe Davis en 2009, il gagne pour la première fois un match en 5 sets après 11 matchs perdus (record), contre James Blake pour les États-Unis ; au tour suivant contre la Tchéquie, il perd un match d'anthologie contre Radek Štěpánek : 5 sets, 82 jeux, 4 bris d'égalité et 14 à 16 dans la dernière manche. En servant 78 aces contre Stepanek, il améliore son propre record en 39 jeux de service et 4 bris d'égalité (moyenne de 2 aces par jeu de service).
Mais en 2010, durant le match de tous les records, John Isner et Nicolas Mahut battent tous deux le record de Karlović : 103 pour Mahut, et 113 pour Isner, qui détient désormais ce record.
Le 5 mars 2011, lors du double du premier tour de Coupe Davis face à l'Allemagne, et malgré une défaite, il effectue une mise en jeu chronométrée à 251 km/h, devenant ainsi le nouveau détenteur du service le plus rapide de l'histoire du tennis professionnel, succédant à Andy Roddick et ses 249,4 km/h.
Il participera à l'édition 2011 de Wimbledon. Il bat au 1er tour le Serbe Janko Tipsarević alors qu'il mène 7-5 3-1 son adversaire finit par abandonner. Il affrontera Łukasz Kubot au 2e tour contre qui il perd en 3 manches (7-62, 6-3, 6-3).
Le Croate est atteint en avril 2013 d'une méningite virale.

### 2014 - Quatre finales disputées
Il atteint la finale du tournoi de Memphis en battant Feliciano López et Jack Sock mais perdra contre le Japonais Kei Nishikori en deux manches, et ne marquant aucun point dans le tie break.
Après la partie de terre battue relativement catastrophique, il revient pour l'herbe avec une finale à Newport, où il perd contre l'Australien Lleyton Hewitt (6-3, 64-7, 7-63). Puis une semaine plus tard, une autre finale perdue à Bogota en perdant contre Bernard Tomic à nouveau en trois manches serré.
Enfin à Bâle il va en demi-finale et donne du fil à retordre à Roger Federer mais perdra finalement (7-68, 3-6, 6-3) dans une rencontre à suspense en servant le feu avec 14 aces et adroit avec plus de coups gagnant que de fautes direct.

### 2015 - Record d'aces en carrière et bonne performance sur gazon
En janvier, il bat en quart de finale le no 1 mondial Novak Djokovic à l'Open de Doha au terme d'un match à suspense en 3 sets (62-7, 7-66, 6-4). Pour le Croate, c'est son deuxième succès sur un no 1 mondial après sa victoire au Masters de Cincinnati en 2008 contre Federer.
En février, il remporte le tournoi de Delray Beach en battant en finale Donald Young en 2 sets (6-3, 6-3).
Pour le début de la tournée sur herbe à Halle, il bat Alexander Zverev et le 6e mondial Tomáš Berdych (7-5, 68-7, 6-3) en battant le record du nombre d'aces dans un match en deux sets gagnants : en ayant servi 45 et d'atteindre le dernier carré. Il perd à nouveau contre Roger Federer (7-63, 7-64) dans un match serré. À Wimbledon, il passe l'Ukrainien Alexandr Dolgopolov difficilement au bout d'un match en cinq manches (5-7, 6-3, 6-4, 64-7, 13-11) et un dernier set de folie avec un total de 53 aces, puis le Français Jo-Wilfried Tsonga 12e mondial, (7-63, 4-6, 7-62, 7-69) le battant comme en 2009 avec le même scénario et ainsi aller en huitième et devenant le premier joueur à réussir au moins 40 aces lors de trois matches consécutifs à Wimbledon. Il est vaincu par le no 3 mondial Andy Murray, en lui ayant pris un set (7-67, 6-4, 5-7, 6-4) avec les honneurs.
Juste après, il atteint la finale du tournoi de Newport mais s'y incline contre Rajeev Ram en 3 sets serrés (7-65, 5-7, 7-62) dans un match anxiogène. Lors du Masters du Canada, il franchit la barre des 10 000 aces en carrière en battant Milos Raonic 10e mondial, (7-61, 7-61),.
En octobre au tournoi de Pékin, il bat le record d'aces en carrière de Goran Ivanišević (10 237) au second tour face à Pablo Cuevas (défaite : 7-65, 7-67), atteignant les 10 247 aces,. Ayant porté ce record à 13 728 aces, il est devancé par John Isner à partir du 1er juillet 2022.

### 2016 - Finale de Coupe Davis et top 20 en fin d'année
Après un début de saison compliqué avec six défaites consécutives, il gagne son premier match au tournoi d'Istanbul parvenant jusqu'en demi-finale et perdant contre Grigor Dimitrov.
Il s'octroie le septième titre de sa carrière en remportant le tournoi de Newport. Il domine au bout d'une finale à suspense Gilles Müller (sur le score de 6-72, 7-65, 7-612) en 2 h 57 de jeu. Une semaine après il atteint sa finale la plus importante de sa carrière, à Washington un ATP 500 en battant Bernard Tomic, Jack Sock et Steve Johnson sans perdre de set. En finale contre Gaël Monfils, alors qu'il menait d'un set et d'un break, il craque doucement au fil du match pour lâcher tout à la fin (5-7, 7-66, 6-4) et laissant échapper une occasion d’accrocher son plus important titre en carrière.
En août pendant les Jeux olympiques, il participe au tournoi de Cabo San Lucas au Mexique, et bat l'Espagnol Feliciano López (7-65, 6-2) en finale, remportant son huitième titre ATP.
À l'US Open, il bat sur le fil Lu Yen-hsun alors qu'il était mené au score, puis les Américains Donald Young et Jared Donaldson, s'invitant en huitièmes de finale où il est vaincu sans trop de difficulté par Kei Nishikori (6-3, 6-4, 7-64).
Fin octobre à Vienne, il va en demi-finale en battant des joueurs moins forts que lui puis perd contre Jo-Wilfried Tsonga qui prend sa revanche de Wimbledon (5-7, 7-5, 7-66) dans un match dense et frustrant pour le Croate au point qu'il fracasse sa raquette.
Âgé de 37 ans, il remplace Borna Ćorić lors de la finale de la Coupe Davis dans l'équipe croate avec laquelle il n'avait plus joué depuis 4 ans. Il est alors le plus vieux joueur à disputer une finale dans la compétition. Il affronte tout d'abord le no 1 argentin Juan Martín del Potro et perd le match (6-4, 66-7, 6-3, 7-5) en 3 h 18 de jeu, manquant de concentration sur les points cruciaux. Il joue ensuite le match décisif contre Federico Delbonis et perd sèchement (6-3, 6-4, 6-2), incapable de rentrer dans cette rencontre et en subissant la pression. Il finit l'année à la 20e place mondiale.

### 2017 - 2021: dernières saisons
À l'Open d'Australie remporte un match titanesque contre l'Argentin Horacio Zeballos, sortant victorieux (66-7, 3-6, 7-5, 6-2, 22-20) après 5 h 15 de jeu, devenant le deuxième match le plus long de l'histoire du tournoi. Karlovic bat son record d'aces en majeur avec un total de (75). Puis passe le local Andrew Whittington malgré la fatigue, mais perd en trois manches sèches contre le Belge David Goffin. Sur gazon, il atteint la finale à Bois-le-Duc contre Gilles Muller.
En 2018, il parvient de nouveau au 3e tour de l'Open d'Australie après une victoire sur Yuichi Sugita (7-63, 63-7, 7-5, 4-6, 12-10). Il est défait par Andreas Seppi (9-7 au 5e). Il atteint cette année-là les quarts à New York et les demies à Houston mais une succession de défaites le fait sortir du top 100. Il rebondit en Challenger avec une finale à Monterrey contre David Ferrer et un titre à Calgary, devenant à 39 ans et demi le joueur le plus âgé à remporter un tournoi de cette catégorie.
Il commence sa saison 2019 par une finale à Pune. Il s'incline de peu contre un autre grand serveur, Kevin Anderson (7-64, 62-7, 7-65). Il est ensuite défait au second tour de l'Open d'Australie par Kei Nishikori malgré 59 aces (6-3, 7-66, 5-7, 5-7, 7-67). Début mars, il est huitième de finaliste à Indian Wells. Moins performant sur le reste de la saison, il atteint toutefois en novembre la finale à Houston où il s'incline contre Marcos Giron malgré six balles de match donc cinq consécutives dans le tie-break où il menait 6-1 (7-5, 65-7, 7-69). Ses victoires sont bien plus rares au cours des deux saisons suivantes, passant un tour en 2021 à Delray Beach et Newport, puis sortant des qualifications à l'US Open. Il joue son dernier match officiel à Indian Wells en octobre, étant alors à 42 ans le joueur le plus âgé en activité en simple.
Le 21 juin 2023, on apprend qu'il s'est retiré des listes pour les contrôles anti-dopages. En février 2024, il annonce sur les réseaux sociaux être officiellement à la retraite.

## Style de jeu
Malgré des débuts tardifs au plus haut niveau, Ivo Karlović a réussi à imposer son style de jeu grâce à son service, considéré comme l'un des meilleurs de l'histoire du tennis. Il est souvent comparé à son compatriote Goran Ivanišević de par son service puissant et sa taille imposante. Sa grande taille (2,11 m) lui permet d'effectuer des services foudroyants dans tous les angles du carré de service, mais également de particulièrement bien couvrir ses montées au filet. Son style de jeu repose donc essentiellement sur le service-volée. Il détient ainsi le record du plus grand nombre d'aces dans un match à deux sets gagnants lors de sa victoire face à Tomáš Berdych (7-5, 68-7, 6-3), en quart de finale à Halle en 2015 avec 45 unités, mais c'est un an plus tard qu'il bat son propre record d'aces avec 61 unités, lors de son premier tour à l'US OPEN face au Taïwanais Lu Yen-hsun, 73e mondial (4-6, 7-6[4], 6-7[4], 7-6[5], 7-5, en 3h46); le service le plus rapide de l'histoire 251 km/h, le plus grand total d'aces sur le circuit avec plus de 10 000 aces en plus de 500 matchs. De tous les joueurs qu'il ait affronté, seul Gaël Monfils est déjà parvenu à n'encaisser aucun ace en toute une rencontre.
Si ses retours, notamment en coup droit, sont passables, son jeu de fond de court est assez limité. En effet, si son coup droit est de bonne facture, il ne peut tenir longtemps un échange à cause de sa lenteur, de ses difficultés à renvoyer les balles coupées, et de ses revers à une main trop lents, lesquels sont souvent slicés du fait du manque d'efficacité de ses revers liftés. Il adopte donc couramment la tactique du service-volée, favorisé par sa grande envergure au filet ainsi que par une volée de bonne qualité.
Il caractérise sa façon de servir par un dernier rebond nettement plus haut que les précédents, accompagné d'un mugissement sonore. Ce rituel annonçant à son adversaire la mise en route de la "machine à pruneaux" comme l'appellent certains, caractéristique redoutée par bon nombre de joueurs à l'idée de voir défiler les balles et d'attendre une éventuelle baisse de régime d'Ivo pour enfin avoir une occasion de break.
Très à l'aise sur gazon (il a atteint les quarts de finale au tournoi de Wimbledon et remporté 2 titres sur cette surface), il l'est beaucoup moins sur terre, malgré un titre à Houston en 2007. Il n'a jamais dépassé le troisième tour de Roland-Garros. Sur dur, ses résultats sont plus mitigés avec tout de même deux titres et un huitième de finale à l'Open d'Australie 2010 face à Rafael Nadal. Le gazon reste sa surface favorite car c'est sur surface rapide que son service reste le plus efficace.
Si certes il n'a jamais remporté de grand tournoi comme Ivanišević, il représente toujours un adversaire redoutable, même pour les meilleurs joueurs du monde (il a battu deux numéros 1 mondiaux, Roger Federer au Masters de Cincinnati 2008 et Novak Djokovic à l'Open de Doha 2015). Il met à l'épreuve mentale ses adversaires les obligeant souvent à faire la décision aux tie-breaks. Son style de jeu, peu axé sur le physique, lui permet de conserver un niveau de jeu global remarquable même à un âge avancé.

## Palmarès

### Titres en simple messieurs
| No | Date       | Nom et lieu du tournoi                                    | Catégorie   | Dotation  | Surface      | Finaliste         | Score             |          |
| -- | ---------- | --------------------------------------------------------- | ----------- | --------- | ------------ | ----------------- | ----------------- | -------- |
| 1  | 09/04/2007 | U.S. Men's Clay Court Championships, Houston              | Int' Series | 391 000 $ | Terre (ext.) | Mariano Zabaleta  | 6-4, 6-1          | Parcours |
| 2  | 18/06/2007 | The Nottingham Open, Nottingham                           | Int' Series | 391 000 $ | Gazon (ext.) | Arnaud Clément    | 3-6, 6-4, 6-4     | Parcours |
| 3  | 07/10/2007 | If Stockholm Open, Stockholm                              | Int' Series | 775 000 $ | Dur (int.)   | Thomas Johansson  | 6-3, 3-6, 6-1     | Parcours |
| 4  | 16/06/2008 | The Slazenger Open, Nottingham                            | Int' Series | 349 000 € | Gazon (ext.) | Fernando Verdasco | 7-5, 64-7, 7-68   | Parcours |
| 5  | 15/07/2013 | Claro Open Colombia, Bogota                               | ATP 250     | 638 085 $ | Dur (ext.)   | Alejandro Falla   | 6-3, 7-64         | Parcours |
| 6  | 16/02/2015 | Delray Beach Open by The Venetian Las Vegas, Delray Beach | ATP 250     | 488 225 $ | Dur (ext.)   | Donald Young      | 6-3, 6-3          | Parcours |
| 7  | 11/07/2016 | Hall of Fame Tennis Championships, Newport                | ATP 250     | 515 025 $ | Gazon (ext.) | Gilles Müller     | 62-7, 7-65, 7-612 | Parcours |
| 8  | 08/08/2016 | Abierto Mexicano Los Cabos, Cabo San Lucas                | ATP 250     | 721 030 $ | Dur (ext.)   | Feliciano López   | 7-65, 6-2         | Parcours |

### Finales en simple messieurs
| No | Date       | Nom et lieu du tournoi                             | Catégorie   | Dotation    | Surface      | Vainqueur             | Score            |          |
| -- | ---------- | -------------------------------------------------- | ----------- | ----------- | ------------ | --------------------- | ---------------- | -------- |
| 1  | 06/06/2005 | The Stella Artois Championships, Londres           | Int' Series | 775 000 $   | Gazon (ext.) | Andy Roddick          | 7-67, 7-64       | Parcours |
| 2  | 12/02/2007 | SAP Open, San José                                 | Int' Series | 391 000 $   | Dur (int.)   | Andy Murray           | 63-7, 6-4, 7-62  | Parcours |
| 3  | 22/02/2010 | International Tennis Championships, Delray Beach   | ATP 250     | 442 500 $   | Dur (ext.)   | Ernests Gulbis        | 6-2, 6-3         | Parcours |
| 4  | 10/02/2014 | U.S. National Indoor Tennis Championships, Memphis | ATP 250     | 568 805 $   | Dur (int.)   | Kei Nishikori         | 6-4, 7-60        | Parcours |
| 5  | 19/05/2014 | Düsseldorf Open, Düsseldorf                        | ATP 250     | 426 605 €   | Terre (ext.) | Philipp Kohlschreiber | 6-2, 7-64        | Parcours |
| 6  | 07/07/2014 | Hall of Fame Tennis Championships, Newport         | ATP 250     | 474 005 $   | Gazon (ext.) | Lleyton Hewitt        | 6-3, 64-7, 7-63  | Parcours |
| 7  | 14/07/2014 | Claro Open Colombia, Bogota                        | ATP 250     | 663 610 $   | Dur (ext.)   | Bernard Tomic         | 7-65, 3-6, 7-64  | Parcours |
| 8  | 13/07/2015 | Hall of Fame Tennis Championships, Newport         | ATP 250     | 488 225 $   | Gazon (ext.) | Rajeev Ram            | 7-65, 5-7, 7-62  | Parcours |
| 9  | 18/07/2016 | Citi Open, Washington                              | ATP 500     | 1 629 475 $ | Dur (ext.)   | Gaël Monfils          | 5-7, 7-66, 6-4   | Parcours |
| 10 | 12/06/2017 | Ricoh Open, Bois-le-Duc                            | ATP 250     | 589 185 €   | Gazon (ext.) | Gilles Müller         | 7-65, 7-64       | Parcours |
| 11 | 31-12-2018 | Tata Open Maharashtra, Pune                        | ATP 250     | 527 880 $   | Dur (ext.)   | Kevin Anderson        | 7-64, 62-7, 7-65 | Parcours |

### Titres en double messieurs
| No | Date       | Nom et lieu du tournoi                          | Catégorie   | Dotation  | Surface      | Partenaire    | Finalistes                          | Score            |          |
| -- | ---------- | ----------------------------------------------- | ----------- | --------- | ------------ | ------------- | ----------------------------------- | ---------------- | -------- |
| 1  | 20/02/2006 | The Regions Morgan Keegan Championships Memphis | Series Gold | 665 000 $ | Dur (int.)   | Chris Haggard | James Blake Mardy Fish              | 0-6, 7-5, [10-5] | Parcours |
| 2  | 08/06/2015 | Topshelf Open Bois-le-Duc                       | ATP 250     | 537 050 € | Gazon (ext.) | Łukasz Kubot  | Pierre-Hugues Herbert Nicolas Mahut | 6-2, 7-69        | Parcours |

### Finale en double messieurs
| No | Date       | Nom et lieu du tournoi                         | Catégorie   | Dotation  | Surface    | Vainqueurs                           | Partenaire          | Score            |          |
| -- | ---------- | ---------------------------------------------- | ----------- | --------- | ---------- | ------------------------------------ | ------------------- | ---------------- | -------- |
| 1  | 23/07/2007 | Indianapolis Tennis Championships Indianapolis | Int' Series | 500 000 $ | Dur (ext.) | Juan Martín del Potro Travis Parrott | Teymuraz Gabashvili | 3-6, 6-2, [10-6] | Parcours |

### Coupe du monde de tennis par équipe
- 2006 : le 27 mai, associé à Ivan Ljubičić et Mario Ančić, il a remporté la Coupe du monde par équipes en battant l'Allemagne 2-0 à Düsseldorf sur terre battue.

## Parcours dans les tournois duGrand Chelem

### En simple
| Année | Open d'Australie | Open d'Australie | Internationaux de France | Internationaux de France | Wimbledon       | Wimbledon       | US Open         | US Open          |
| ----- | ---------------- | ---------------- | ------------------------ | ------------------------ | --------------- | --------------- | --------------- | ---------------- |
| 2003  | —                | —                | —                        | —                        | 3e tour (1/16)  | Max Mirnyi      | 3e tour (1/16)  | Sjeng Schalken   |
| 2004  | 2e tour (1/32)   | Todd Martin      | 1er tour (1/64)          | Karol Kučera             | 1/8 de finale   | Roger Federer   | 1er tour (1/64) | Tim Henman       |
| 2005  | 1er tour (1/64)  | Bohdan Ulihrach  | 1er tour (1/64)          | Nicolas Kiefer           | 1er tour (1/64) | D. Bracciali    | 2e tour (1/32)  | Andre Agassi     |
| 2006  | 1er tour (1/64)  | N. Davydenko     | 2e tour (1/32)           | Dominik Hrbatý           | 1er tour (1/64) | S. Wawrinka     | 1er tour (1/64) | Robin Söderling  |
| 2007  | 1er tour (1/64)  | Jürgen Melzer    | 2e tour (1/32)           | Jonas Björkman           | 1er tour (1/64) | Fabrice Santoro | 1er tour (1/64) | Arnaud Clément   |
| 2008  | 3e tour (1/16)   | Mikhail Youzhny  | 1er tour (1/64)          | Alejandro Falla          | 1er tour (1/64) | Simon Stadler   | 3e tour (1/16)  | Sam Querrey      |
| 2009  | 2e tour (1/32)   | Mario Ančić      | 1er tour (1/64)          | Lleyton Hewitt           | 1/4 de finale   | Roger Federer   | 1er tour (1/64) | Iván Navarro     |
| 2010  | 1/8 de finale    | Rafael Nadal     | —                        | —                        | —               | —               | —               | —                |
| 2011  | 1er tour (1/64)  | Ivan Dodig       | 1er tour (1/64)          | J. M. del Potro          | 2e tour (1/32)  | Łukasz Kubot    | 3e tour (1/16)  | A. Dolgopolov    |
| 2012  | 3e tour (1/16)   | Roger Federer    | 1er tour (1/64)          | Eduardo Schwank          | 2e tour (1/32)  | Andy Murray     | 1er tour (1/64) | Jimmy Wang       |
| 2013  | 1er tour (1/64)  | Tim Smyczek      | —                        | —                        | —               | —               | 2e tour (1/32)  | S. Wawrinka      |
| 2014  | 1er tour (1/64)  | Ivan Dodig       | 3e tour (1/16)           | Kevin Anderson           | 1er tour (1/64) | Frank Dancevic  | 2e tour (1/32)  | M. Granollers    |
| 2015  | 2e tour (1/32)   | Nick Kyrgios     | 1er tour (1/64)          | Márcos Baghdatís         | 1/8 de finale   | Andy Murray     | 2e tour (1/32)  | Jiří Veselý      |
| 2016  | 1er tour (1/64)  | F. Delbonis      | 3e tour (1/16)           | Andy Murray              | 2e tour (1/32)  | Lukáš Lacko     | 1/8 de finale   | Kei Nishikori    |
| 2017  | 3e tour (1/16)   | David Goffin     | 2e tour (1/32)           | Horacio Zeballos         | 1er tour (1/64) | Aljaž Bedene    | 1er tour (1/64) | Bjorn Fratangelo |
| 2018  | 3e tour (1/16)   | Andreas Seppi    | 1er tour (1/64)          | Corentin Moutet          | 2e tour (1/32)  | J.-L. Struff    | —               | —                |
| 2019  | 2e tour (1/32)   | Kei Nishikori    | 2e tour (1/32)           | Jordan Thompson          | 2e tour (1/32)  | Thomas Fabbiano | 1er tour (1/64) | Frances Tiafoe   |
| 2020  | 2e tour (1/32)   | Gaël Monfils     | —                        | —                        | Annulé          | Annulé          | 1er tour (1/64) | Richard Gasquet  |
| 2021  | —                | —                | —                        | —                        | —               | —               | 1er tour (1/64) | Andrey Rublev    |

N.B. : à droite du résultat se trouve le nom de l'ultime adversaire.

### En double messieurs
| Année | Open d'Australie              | Open d'Australie            | Internationaux de France    | Internationaux de France    | Wimbledon                   | Wimbledon            | US Open                       | US Open                |
| ----- | ----------------------------- | --------------------------- | --------------------------- | --------------------------- | --------------------------- | -------------------- | ----------------------------- | ---------------------- |
| 2004  | 1/8 de finale G. Gaudio       | M. Knowles D. Nestor        | 2e tour (1/16) F. Browne    | M. Fyrstenberg M. Matkowski | 1er tour (1/32) Jim Thomas  | André Sá F. Saretta  | 2e tour (1/16) T. Berdych     | M. Damm Cyril Suk      |
| 2005  | 1er tour (1/32) T. Vanhoudt   | T. Berdych A. Pavel         | 1er tour (1/32) K. Carlsen  | M. Matkowski A. Waske       | 1/8 de finale R. Wassen     | M. Knowles M. Llodra | —                             | —                      |
| 2006  | 1/4 de finale Jan Hernych     | Bob Bryan Mike Bryan        | 1er tour (1/32) C. Haggard  | M. Knowles D. Nestor        | —                           | —                    | 1er tour (1/32) Jan Hernych   | Amer Delić J. Morrison |
| 2007  | 1er tour (1/32) L. Zovko      | J. Coetzee R. Wassen        | —                           | —                           | —                           | —                    | 2e tour (1/16) T. Gabashvili  | L. Dlouhý P. Vízner    |
| 2008  | 1er tour (1/32) J. Isner      | J.P. Brzezicki A. Calleri   | —                           | —                           | —                           | —                    | 1er tour (1/32) T. Gabashvili | Y. Allegro Horia Tecău |
| 2009  | 2e tour (1/16) J.-C. Scherrer | A. Pavel Horia Tecău        | 1er tour (1/32) Lovro Zovko | D. Ferrer D. Gimeno         | —                           | —                    | —                             | —                      |
| 2010  | 1/2 finale Dušan Vemić        | D. Nestor N. Zimonjić       | —                           | —                           | —                           | —                    | —                             | —                      |
| 2011  | 1er tour (1/32) D. Vemić      | M. Bhupathi Leander Paes    | 2e tour (1/16) Ivan Dodig   | D. Bracciali P. Starace     | 2e tour (1/16) A. Bogomolov | Bob Bryan Mike Bryan | 2e tour (1/16) F. Moser       | S. Bolelli F. Fognini  |
| 2012  | 1er tour (1/32) F. Moser      | C. Ball T. C. Huey          | —                           | —                           | 2e tour (1/16) F. Moser     | J. Marray F. Nielsen | 1er tour (1/32) F. Moser      | T. Bellucci João Souza |
|       |                               |                             |                             |                             |                             |                      |                               |                        |
| 2014  | 1er tour (1/32) T. Bednarek   | M. Fyrstenberg M. Matkowski | —                           | —                           | —                           | —                    | 1er tour (1/32) M. Ebden      | Lu Y-h. Jiří Veselý    |
| 2015  | 1er tour (1/32) J. Nieminen   | P. Andújar D. Brown         | —                           | —                           | —                           | —                    | —                             | —                      |
| 2016  | —                             | —                           | 1er tour (1/32) Purav Raja  | Łukasz Kubot A. Peya        | —                           | —                    | —                             | —                      |

N.B. : le nom du partenaire se trouve sous le résultat ; le nom des ultimes adversaires se trouve à droite.

### En double mixte
| Année | Open d'Australie | Open d'Australie | Internationaux de France       | Internationaux de France   | Wimbledon | Wimbledon | US Open | US Open |
| ----- | ---------------- | ---------------- | ------------------------------ | -------------------------- | --------- | --------- | ------- | ------- |
| 2015  | —                | —                | 1er tour (1/16) Pavlyuchenkova | R. Kops-Jones Robert Farah | —         | —         | —       | —       |

N.B. : le nom de la partenaire se trouve sous le résultat ; le nom des ultimes adversaires se trouve à droite.

## Parcours dans lesMasters 1000
| Année | Indian Wells           | Miami                   | Monte-Carlo            | Rome                      | Hambourg puis Madrid      | Canada                    | Cincinnati                | Madrid puis Shanghai        | Paris                   |
| ----- | ---------------------- | ----------------------- | ---------------------- | ------------------------- | ------------------------- | ------------------------- | ------------------------- | --------------------------- | ----------------------- |
| 2004  | 1er tour A. Pavel      | 1er tour J. Melzer      | —                      | 1/8 de finale Carlos Moyà | —                         | 1er tour A. Bogomolov     | 1/8 de finale Marat Safin | 1er tour F. López           | —                       |
| 2005  | 2e tour F. López       | 1er tour O. Rochus      | 1er tour J. C. Ferrero | —                         | 1er tour R. Gasquet       | 1er tour T. Johansson     | —                         | 1/4 de finale D. Nalbandian | —                       |
| 2006  | 2e tour F. Verdasco    | 1er tour F. Santoro     | 1er tour A. Martín     | —                         | —                         | —                         | —                         | —                           | —                       |
| 2007  | —                      | 1er tour G. García      | —                      | —                         | —                         | 2e tour R. Federer        | 1er tour J. Melzer        | 1/8 de finale N. Kiefer     | 2e tour R. Federer      |
| 2008  | 3e tour A. Murray      | 2e tour J. Benneteau    | 2e tour G. Monfils     | 1/8 de finale R. Federer  | 1/8 de finale N. Djokovic | —                         | 1/2 finale A. Murray      | 1/4 de finale G. Simon      | 1er tour N. Kiefer      |
| 2009  | 3e tour R. Federer     | 2e tour F. Gil          | 2e tour N. Davydenko   | 2e tour R. Federer        | 2e tour J. Blake          | 1er tour Tommy Haas       | 2e tour P.-H. Mathieu     | 1er tour J. Blake           | 2e tour R. Söderling    |
| 2010  | 2e tour N. Almagro     | 3e tour D. Ferrer       | —                      | —                         | 2e tour F. Verdasco       | —                         | —                         | —                           | —                       |
| 2011  | 1/4 de finale R. Nadal | 1er tour F. Mayer       | —                      | 1er tour Marin Čilić      | 1er tour G. Monfils       | 1/8 de finale T. Berdych  | 2e tour N. Almagro        | —                           | —                       |
| 2012  | 1er tour Ł. Kubot      | 2e tour J. M. del Potro | —                      | —                         | 1er tour N. Davydenko     | —                         | —                         | —                           | —                       |
| 2013  | 2e tour Sam Querrey    | —                       | —                      | —                         | —                         | —                         | —                         | —                           | —                       |
| 2014  | 2e tour S. Wawrinka    | 2e tour R. Federer      | 1er tour R. Štěpánek   | 2e tour G. Dimitrov       | —                         | 2e tour R. Gasquet        | 1er tour B. Becker        | 1/8 de finale T. Berdych    | 1er tour L. Pouille     |
| 2015  | 2e tour S. Johnson     | 2e tour A. Falla        | —                      | —                         | 1er tour R. Gasquet       | 1/8 de finale J. Chardy   | 1/8 de finale S. Wawrinka | 2e tour R. Nadal            | 1er tour Roger-Vasselin |
| 2016  | —                      | —                       | 1er tour João Sousa    | 1er tour E. Gulbis        | 1er tour Denis Kudla      | 1/8 de finale G. Dimitrov | 1er tour J. Mónaco        | 1er tour V. Pospisil        | 2e tour Marin Čilić     |
| 2017  | 2e tour Y. Nishioka    | 3e tour N. Kyrgios      | —                      | —                         | 2e tour G. Dimitrov       | —                         | 1/8 de finale N. Kyrgios  | 1er tour F. López           | —                       |
| 2018  | 1er tour M. Marterer   | 1er tour V. Pospisil    | —                      | —                         | —                         | —                         | —                         | —                           | —                       |
| 2019  | 1/8 de finale D. Thiem | 1er tour P. Andújar     | —                      | —                         | —                         | —                         | 1er tour J.-L. Struff     | —                           | —                       |

N.B. : sous le résultat se trouve le nom de l’ultime adversaire.

## Confrontations avec ses principaux adversaires
Confrontations lors des différents tournois ATP et en Coupe Davis avec ses principaux adversaires (6 confrontations minimum et avoir été membre du top 10). Classement par pourcentage de victoires. Situation au 13 février 2018 :
Les joueurs retraités sont en gris.
| Joueur                | Meilleur classement | Confrontations | Victoires | Défaites | Pourcentage de victoires | Dernière confrontation                                    |
| --------------------- | ------------------- | -------------- | --------- | -------- | ------------------------ | --------------------------------------------------------- |
| Andy Murray           | 1                   | 7              | 0         | 7        | 0                        | défaite (1-6, 4-6, 63-7) à Roland Garros 2016             |
| Roger Federer         | 1                   | 14             | 1         | 13       | 7,1                      | défaite (63-7, 64-7) au tournoi de Halle 2015             |
| Nikolay Davydenko     | 3                   | 8              | 1         | 7        | 12,5                     | défaite (7-65, 66-7, 0-6) au tournoi de Moselle 2012      |
| Juan Martín del Potro | 4                   | 6              | 1         | 5        | 16,7                     | défaite (4-6, 7-66, 3-6, 5-7) à la Coupe Davis 2016       |
| Richard Gasquet       | 7                   | 6              | 1         | 5        | 16,7                     | défaite (4-6, 7-62, 66-7) au tournoi de Bâle 2015         |
| Andy Roddick          | 1                   | 6              | 1         | 5        | 16,7                     | défaite (64-7, 65-7) au tournoi de Washington 2009        |
| Stanislas Wawrinka    | 3                   | 7              | 2         | 5        | 28,6                     | victoire (3-6, 7-62, 6-4) au tournoi de Bâle 2015         |
| Gaël Monfils          | 6                   | 6              | 2         | 4        | 33,3                     | défaite (66-7, 66-7) au tournoi du Japon 2016             |
| Grigor Dimitrov       | 8                   | 6              | 2         | 4        | 33,3                     | défaite (3-6, 5-7) au Masters de Madrid 2017              |
| Jürgen Melzer         | 8                   | 6              | 2         | 4        | 33,3                     | victoire (6-4, 7-61) au tournoi de Vienne 2014            |
| Fernando Verdasco     | 7                   | 7              | 3         | 4        | 42,9                     | défaite (2-6, 5-7) au tournoi de Doha 2017                |
| Radek Štěpánek        | 8                   | 7              | 3         | 4        | 42,9                     | victoire (3-6, 7-67, 6-4) au tournoi de Bogota 2015       |
| Marin Čilić           | 3                   | 6              | 3         | 3        | 50                       | victoire (7-64, 5-7, 7-62) au tournoi de Bois-le-Duc 2017 |
| Arnaud Clément        | 10                  | 6              | 3         | 3        | 50                       | victoire (7-61, 3-6, 7-67) au tournoi de Stockholm 2007   |
| Tomáš Berdych         | 4                   | 8              | 5         | 3        | 62,5                     | victoire (7-5, 68-7, 6-3) au tournoi de Halle 2015        |
| Lleyton Hewitt        | 1                   | 6              | 4         | 2        | 66,7                     | défaite (3-6, 7-64, 63-7) au tournoi de Newport 2014      |
| Tommy Haas            | 2                   | 6              | 4         | 2        | 66,7                     | défaite (6-4, 63-7, 4-6) au tournoi du Canada 2009        |
| James Blake           | 4                   | 9              | 6         | 3        | 66,7                     | victoire (62-7, 3-6, 6-4, 7-62, 7-62) à l'US Open 2013    |
| Mardy Fish            | 7                   | 6              | 5         | 1        | 83,3                     | victoire (6-2, 6-3) au tournoi de Delray Beach 2010       |

## Victoires sur le top 10
Toutes ses victoires sur des joueurs classés dans le top 10 de l'ATP lors de la rencontre.
| Légende      |
| Grand Chelem |
| Masters 1000 |
| 500 Series   |
| 250 Series   |
| Coupe Davis  |

| #  | I.K.   | Tournoi       | Année | Surface      | Adversaire         | Rang  | Tour | Score                 |
| -- | ------ | ------------- | ----- | ------------ | ------------------ | ----- | ---- | --------------------- |
| 1  | no 203 | Wimbledon     | 2003  | Gazon        | Lleyton Hewitt     | no 2  | 1/64 | 1-6, 7-65, 6-3, 6-4   |
| 2  | no 77  | Queen's       | 2005  | Gazon        | Lleyton Hewitt     | no 2  | 1/4  | 7-64, 6-3             |
| 3  | no 86  | Madrid        | 2005  | Dur (int.)   | Andy Roddick       | no 3  | 1/16 | 3-6, 7-67, 7-63       |
| 4  | no 56  | Barcelone     | 2006  | Terre battue | Nikolay Davydenko  | no 6  | 1/16 | 67-7, 7-5, 6-4        |
| 5  | no 103 | San José      | 2007  | Dur (int.)   | James Blake        | no 6  | 1/8  | 64-7, 7-611, 6-4      |
| 6  | no 108 | Houston       | 2007  | Terre battue | Tommy Haas         | no 10 | 1/4  | 7-67, 6-4             |
| 7  | no 85  | Roland Garros | 2007  | Terre battue | James Blake        | no 8  | 1/64 | 4-6, 6-4, 7-5, 7-5    |
| 8  | no 25  | Bâle          | 2007  | Dur (int.)   | James Blake        | no 7  | 1/8  | 4-6, 7-64, 6-4        |
| 9  | no 22  | Cincinnati    | 2008  | Dur          | Roger Federer      | no 1  | 1/8  | 7-66, 4-6, 7-65       |
| 10 | no 21  | Madrid        | 2008  | Dur (int.)   | Novak Djokovic     | no 3  | 1/8  | 7-64, 7-65            |
| 11 | no 36  | Wimbledon     | 2009  | Gazon        | Jo-Wilfried Tsonga | no 9  | 1/16 | 7-65, 65-7, 7-5, 7-65 |
| 12 | no 36  | Wimbledon     | 2009  | Gazon        | Fernando Verdasco  | no 8  | 1/8  | 7-65, 64-7, 6-3, 7-69 |
| 13 | no 239 | Indian Wells  | 2011  | Dur          | David Ferrer       | no 6  | 1/32 | 7-63, 6-3             |
| 14 | no 83  | Bâle          | 2013  | Dur (int.)   | Tomáš Berdych      | no 7  | 1/16 | 4-6, 7-64, 7-62       |
| 15 | no 78  | Doha          | 2014  | Dur          | Tomáš Berdych      | no 7  | 1/16 | 7-67, 7-64            |
| 16 | no 31  | Shanghai      | 2014  | Dur          | Marin Čilić        | no 9  | 1/32 | 7-5, 2-6, 7-62        |
| 17 | no 27  | Doha          | 2015  | Dur          | Novak Djokovic     | no 1  | 1/4  | 62-7, 7-66, 6-4       |
| 18 | no 27  | Halle         | 2015  | Gazon        | Tomáš Berdych      | no 6  | 1/4  | 7-5, 68-7, 6-3        |
| 19 | no 23  | Montréal      | 2015  | Dur          | Milos Raonic       | no 10 | 1/16 | 7-61, 7-61            |
| 20 | no 23  | Bâle          | 2015  | Dur (int.)   | Stanislas Wawrinka | no 4  | 1/16 | 3-6, 7-62, 6-4        |
| 21 | no 24  | Bois-le-Duc   | 2017  | Gazon        | Marin Čilić        | no 7  | 1/2  | 7-64, 5-7, 7-62       |

Ivo Karlović totalise 21 victoires face à des joueurs membres du top 10, dont 17 sur le top 8.

## Classements ATP en fin de saison
| Année          | 1997 | 1998 | 1999 | 2000 | 2001 | 2002 | 2003 | 2004 | 2005 | 2006 | 2007 | 2008 | 2009 | 2010 | 2011 | 2012 | 2013 | 2014 | 2015 | 2016 | 2017 | 2018 | 2019 | 2020 | 2021 |
| Rang en simple | –    | –    | –    | 299  | 231  | 175  | 74   | 59   | 72   | 99   | 22   | 25   | 37   | 73   | 56   | 97   | 77   | 27   | 23   | 20   | 80   | 101  | 95   | 147  | 273  |
| Rang en double | 378  | 363  | 376  | 343  | 224  | 374  | 219  | 86   | 111  | 66   | 154  | 376  | 178  | 82   | 163  | 138  | 245  | 808  | 275  | –    | –    | 320  | –    | –    | –    |

Source : (en) Classements de Ivo Karlović sur le site officiel de la Fédération internationale de tennis